# Serre-les-Moulières
Serre-les-Moulières är en kommun i departementet Jura i regionen Bourgogne-Franche-Comté i östra Frankrike. Kommunen ligger i kantonen Gendrey som tillhör arrondissementet Dole. År 2022 hade Serre-les-Moulières 186 invånare.

## Befolkningsutveckling
Antalet invånare i kommunen Serre-les-Moulières
Referens:INSEE